# Rondotia
Rondotia é um gênero de mariposa pertencente à família Bombycidae.